# سیاست امنیت شبکه
سیاست امنیت شبکه یا NSP، یک سند عمومی است که به تشریح قوانین برای دسترسی به شبکه‌های رایانه‌ای می‌پردازد و تعیین می‌کند که چگونه سیاست‌ها اجرا شوند و برخی از پایه‌های معماری امنیت شرکتها/ محیط‌های امنیتی شبکه را بنا می‌کند. این سند، خودش معمولاً چند صفحهٔ طولانی است و توسط یک انجمن نوشته شده‌است. یک سیاست امنیتی به مراتب فراتر از ایدهٔ سادهٔ "به دام انداختن یک شخص بدکار" است. این یک سند بسیار پیچیده است، به معنای کنترل کردن دسترسی به داده‌ها، عادات مرورگر/وب، استفاده از گذرواژه، رمزگذاری، پیوست‌های ایمیل و موارد بیشتر که قوانینی را برای افراد یا گروه‌هایی از افراد در سراسر کشور، مشخص می‌کند.
سیاست‌های امنیتی باید کاربران مخرب را به دام بیندازد و همچنین و به اعمال کنترل برکاربرانی که در سازمانشان بالقوه مخاطره‌آمیز هستند بپردازد. اولین گام در ایجاد یک سیاست این است که چه اطلاعات و سرویس‌هایی (برای کدام کاربران) در دسترس است، آنچه را که مستعد آسیب دیدن است و آیا هرپشتیبانی و محافظتی در آن مکان  برای جلوگیری از سوء استفاده آماده است.
علاوه بر این یک سیاست امنیتی باید یک سلسله مراتبی از مجوزهای دسترسی را به کاربران دیکته کند و به کاربران اجازهٔ دسترسی فقط به آنچه را که برای ادامهٔ کار خود نیاز دارند بدهد.
در حالیکه نوشتن یک سند امنیتی می‌تواند یک تعهد بزرگ باشد، یک آغاز خوب می‌تواند با استفاده از یک الگو بدست آید.  مؤسسه ملی فناوری و استانداردها، یک راهبردو راهنما برای سیاست امنیتی فراهم کرده‌است.
سیاست‌ها  به عنوان مجموعه‌ای از دستور العمل‌ها می‌توانند با استفاده از [hardware سخت‌افزار] خاص منظوره، در شبکه درک شوند.